# Sei pezzi per orchestra
I Sei pezzi per grande orchestra, op. 6, maggiormente noti semplicemente come Sei pezzi per orchestra,  (in tedesco Sechs Stücke für grosses Orchester ) di Anton Webern sono una composizione scritta nel 1909.

## Storia della composizione
Nel periodo compreso tra il 1908 ed il 1909 in cui aveva composto il doppio canone Entflieht auf leichten Kähnen (Fuggite su barche leggere) per coro misto a cappella op. 2 ed i Cinque Lieder per soprano e pianoforte op. 3 (entrambi su testi di Stefan George), Anton von Webern ebbe una fortunata e fruttuosa esperienza ai fini della propria maturazione spirituale, della formazione del suo gusto e del senso della vita incontrando i maggiori esponenti delle varie arti in campo espressionista, tra cui il poeta Karl Kraus ed il pittore Oskar Kokoschka. Già nel’op. 2 si avvertiva il definitivo distacco di Webern da ogni residua sensualità passionale e l’inizio del cammino lungo la strada che avrebbe condotto il compositore austriaco verso un ascetismo sonoro sempre più rigoroso, puro e rivolto alla quintessenza. Caratteristico è soprattutto il modo in cui nella sua musica la trama contrappuntistica ed il discorso sonoro vanno a condensarsi, determinando il restringersi della dimensione temporale del pezzo; anche i volumi sonori si contraggono senza oltrepassare il mezzoforte e arrivano a sfiorare la soglia del silenzio. La tendenza verso la massima essenzialità e purezza spinse Webern alla contrazione aforistica delle figure e delle forme sonore, al punto da fargli acquisire una nuova scala temporale; anche i brani che durano solo pochi secondi in Webern possono acquisire la durata psicologica ed il peso espressivo di una composizione ben più ampia e complessa. A volte Webern riesce a investire di un’estrema tensione persino un semplice intervallo isolato, conferendogli un valore tematico; a proposito delle Sei Bagatelle per quartetto d’archi op. 9, Schönberg arrivò a parlare di un «romanzo espresso con un sol gesto», di «felicità significata con un sol respiro», mentre Theodor W. Adorno affermò a sua volta che «l’alta tensione di un gesto di tre note di un violino vi equivale letteralmente a una sinfonia». 
I Sei pezzi per orchestra op. 6 composti nel 1909 possono essere collocati a metà del percorso compiuto da Webern alla ricerca di uno stile nuovo e personale. Dalla Passacaglia op. 1 in cui è evidente l’influenza di Brahms (segnatamente del movimento finale della Quarta Sinfonia, formulato appunto come una passacaglia) il compositore austriaco arriva al superamento totale dell’influenza del maestro di Amburgo nei Tre Piccoli Pezzi per violoncello e pianoforte op. 11 dove dal suono massiccio della precedente opera si passa alla quasi estinzione della sonorità. Pur rivelando l’influenza di Schönberg, i Sei pezzi sembrano riproporre il clima di Mahler con la riduzione tuttavia degli effetti a immediate, aforistiche sonorità. Pare cogliere nel segno Adorno quando, accostando Webern al pittore svizzero Paul Klee ha affermato che ambedue «percorrono un immaginario regno di mezzo tra colore e disegno. Le creazioni di entrambi sono sonore e non colorate». La prima esecuzione dell’op. 6 avvenne a Vienna il 31 marzo 1913 sotto la direzione di Arnold Schönberg, al quale l’opera è dedicata. 

## Struttura della composizione
Nei Sei pezzi op.6 di Webern si coglie l’evoluzione del linguaggio musicale dell’autore, avvertibile nell'impiego assai parsimonioso della ripetizione e nella ridotta estensione melodica; inoltre, nonostante l’orchestra sia grande (specie in confronto alle opere successive), ogniqualvolta Webern fa ricorso al tutti, la durata è solo momentanea. Come negli altri brani orchestrali composti nel medesimo periodo, anche qui emerge la concezione della musica basata su infinitesimali cellule strutturali, le quali sono timbricamente individuate attraverso una scrittura orchestrale che assume un aspetto divisionista. Talvolta, una singola nota di una linea melodica viene affidata a uno strumento diverso, tuttavia Webern, così facendo, non mira a uno spezzettamento “puntilista” della continuità discorsiva; al contrario, egli assegna agli esecutori la funzione di saldare gli elementi differenziati come in una catena dove l’unità è attuata nella diversità. Analogamente ai Cinque movimenti per quartetto d’archi op. 5, anche nei Sei pezzi il principio della variazione viene applicato quale conseguenza diretta della scelta di non fare ricorso sistematico alla ripetizione, in quanto la ripetizione è in effetti un elemento in una certa misura tonale, dal momento che l’armonia tonale si basa su una gerarchia sonora, formata appunto dall’insistenza di determinati suoni fondamentali (la tonica). Peraltro, nella musica di Webern la variazione viene sempre più applicata non solo sotto il profilo tematico e ritmico, ma anche dal punto di vista timbrico e armonico secondo un linguaggio musicale che si rivela di straordinaria complessità concettuale.
- Nel primo pezzo in tempo Etwas bewegte Achtel (Poco mosso), Webern ricrea una tipica atmosfera alpestre del paesaggio montagnoso austriaco[9], con gli ottoni (corni e trombe) che risuonano nell’atmosfera cristallina alla maniera di un alpenhorn, il tradizionale strumento a fiato dei pastori e montanari alpini lungo fino a quattro metri e con un numero variabile di fori, realizzato artigianalmente in legno[10].

- Nel secondo pezzo Bewegt (Mosso) l’atmosfera idilliaca cede bruscamente il passo a tutt’altro clima espressivo: corni, trombe, tromboni e tuba qui paiono rivelare la natura di strumenti guerreschi. Se le trombe con sordina possono dare all’ascoltatore l’impressione di voler fare grottescamente il verso a un gregge di pecore belanti, i violenti ritmi marziali di archi e percussioni unitamente agli striduli trilli dei legni annullano qualsiasi assonanza onomatopeica. Se di greggi si può parlare, si tratta in tal caso di greggi umane spinte al massacro e allo sterminio[9], quasi che Webern avesse il presentimento della catastrofe che si sarebbe abbattuta sull’Europa all’indomani dell’attentato di Sarajevo contro l’arciduca Francesco Ferdinando.

- Il terzo pezzo Zart bewegt (Delicatamente mosso) è il più breve dell’intera serie, durando appena 50 secondi, e comprende solo 11 battute; è talmente calmo da non superare mai il piano e all’ascolto arriva ad essere appena percettibile[5].

- Se il terzo è il più breve dell’op. 6, il quarto pezzo recante l’indicazione di tempo Langsam (Lento) è il più lungo con una durata di quattro minuti e mezzo. Qui Webern fa di nuovo ricorso a ritmi e strumenti guerreschi, accantonando qualsiasi altro ritmo e timbro per intonare, osserva Roman Vlad, «la più mostruosa musica militare che mai abbia risonato. Si è parlato di questo pezzo come di una “specie di marcia funebre”. In realtà si tratta di un pezzo che denuncia ogni marcia come “funebre”. Un pezzo che sembra aprire uno squarcio profetico sulla spaventosa sciagura che stava per abbattersi sull’umanità. Prima e con violenza ancora superiore che nel Sacre (du printemps) di Stravinskij, Webern sembra avervi vaticinato, in un periodo di grasso e ottimistico benessere, lo scatenamento della barbarie nel nostro secolo con un senso di orrore e di spavento che non ha eguali. E stupisce che a raggiungere un tale vertice di esasperata drammaticità sia stato proprio il compositore più schivo e delicato che sia mai esistito»[9].

- Nel quinto pezzo Sehr langsam (Molto lento) la terrificante trama militaresca precedentemente udita lascia spazio a un’atmosfera più tranquilla. In questo brano risalta la capacità di Webern di conferire alla musica una sensazione di vuoto spaziale mediante il contrasto dei timbri estremi delle note sovracute dei violini con le note più basse dei contrabbassi; all'interno di tali voragini sonore gli ottoni paiono essere come inghiottiti in un abisso infinito[9].

- Il sesto pezzo che conclude la serie è in tempo Zart bewegt (Delicatamente mosso); al pari dei precedenti è un brano in cui si avverte l’impiego da parte di Webern della Klangfarbenmelodie (Melodia dei timbri), una linea melodica ripartita tra i diversi strumenti dove emerge la volontà dell’autore di privilegiare combinazioni sonore inusuali; la scrittura oscilla in tal modo tra la densità della massa orchestrale e la trasparenza della musica da camera. Peraltro, va precisato che Webern aveva concepito inizialmente l’op. 6 per un piccolo complesso strumentale e solo nel 1928 provvide a una nuova stesura della strumentazione, destinata all’esecuzione da parte di una grande orchestra[11].

## Discografia parziale
- Bamberger Symphoniker, Ingo Metzmacher (EMI)
- Berliner Philharmoniker, Pierre Boulez (Deutsche Grammophon)
- Berliner Philharmoniker, Carlo Maria Giulini (Testament)
- Berliner Philharmoniker, James Levine (Deutsche Grammophon)
- Cleveland Orchestra, Christoph von Dohnányi (Decca)
- London Symphony Orchestra, Pierre Boulez (Sony BMG)
- Nuremberg Symphony Orchestra, Othmar F. Maga (Red Note)
- Philharmonia Orchestra, Robert Craft (Naxos)
- Staatskapelle Dresden, Giuseppe Sinopoli (Apex Teldec)
- Ulster Orchestra, Takuo Yuasa (Naxos)